# 勒贝克埃卢安
勒贝克埃卢安（法語：Le Bec-Hellouin，法語發音：[lə bɛk ɛlwɛ̃]）是法国厄尔省的一个市镇，位于该省北部偏西，属于贝尔奈区。勒贝克埃卢安是法国最美丽的村庄之一。

## 地理
勒贝克埃卢安（49°13'54"N, 0°43'15"E）面积9.55 平方千米，位于法国诺曼底大区厄尔省，该省份为法国北部内陆省份，北起滨海塞纳省，西接奧恩省和卡爾瓦多斯省，南至厄尔-卢瓦省，东临瓦兹省、瓦兹河谷省和伊夫林省。
与勒贝克埃卢安接壤的市镇（或旧市镇、城区）包括：马勒维尔叙勒贝克、博罗贝尔、布里奥讷、卡勒维尔、蓬托图。

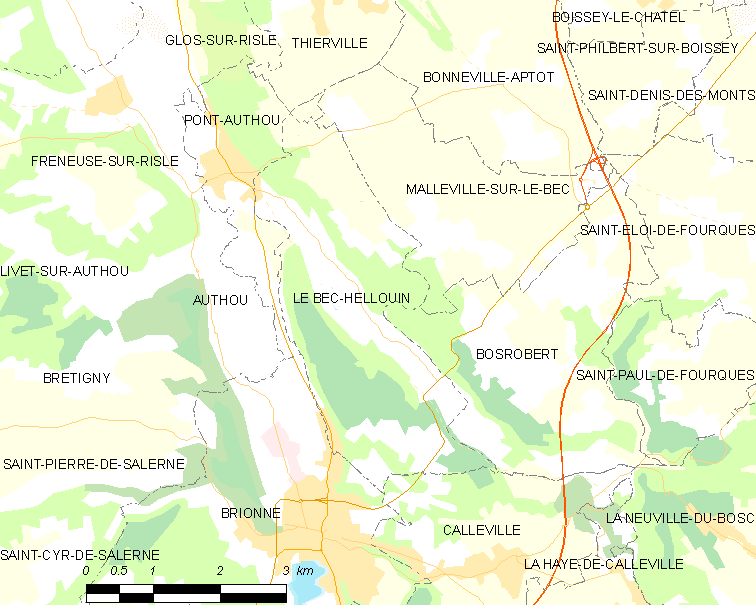
勒贝克埃卢安的OSM定位图

勒贝克埃卢安的时区为UTC+01:00、UTC+02:00（夏令时）。

## 行政
勒贝克埃卢安的邮政编码为27800，INSEE市镇编码为27052。

## 政治
勒贝克埃卢安所属的省级选区为布里奥讷县。

## 人口

1962-2008年间勒贝克埃卢安人口变化图示

勒贝克埃卢安于2022年1月1日时的人口数量为378人。